# 貝爾維尤縣區 (伊利諾伊州卡爾霍恩縣)
貝爾維尤縣區（英語：Precincts (United States)）是位於美國伊利諾伊州卡爾霍恩縣的一個縣區。

## 地方資料
根據2010年美國人口普查的數據，貝爾維尤縣區的面積為156.22平方千米，當中陸地面積為143.54平方千米，而水域面積為12.68平方千米。當地共有人口286人，而人口密度為每平方千米1.83人。